# 高謙 (嘉靖進士)
高謙（1513年—？），字孔益，陝西綏德衛軍籍，榆林衛人，明朝政治人物。

## 生平
嘉靖十年（1531年）辛卯科陝西鄉試第四十六名舉人。嘉靖十七年（1538年）中式戊戌科會試第二百三十九名，登第三甲第一百六十七名進士。知涞水县，清谨自守。歳满，擢崇庆州知州。及卒，州人撤市巷哭，贫不能归，州民合赙，始还里。

## 家族
曾祖高旺；祖父高曇，百戶；父高鸞，府經歷。母張氏；前母王氏。慈侍下。兄高奎（百户）；高儒（千户）；高科；高第。